# Kalmár László (zeneszerző)
Kalmár László (Budapest, 1931. október 19. – Budapest, 1995. május 27.) Erkel Ferenc-díjas magyar zeneszerző.

## Tanulmányok
1950-56 között a Bartók Béla Zeneművészeti Szakközépiskola, Major Ervin növendéke. 1958-61 között a Zeneakadémia magántanulója, Farkas Ferenc tanítványa.

## Munkahelyek
1957–72 között a Zeneműkiadó zenei szerkesztője. 1972–1987 között a Zeneműkiadó főszerkesztője. 1987–1991 között a Zeneműkiadó zenei vezetője. 1991–1995 között a Magyar Rádió zenei lektora.

## Művészeti szervezeti tagság
- 2011–: Az MMA posztumusz tiszteleti tagja

## Állami díjak és kitüntetések
- 1985: Erkel Ferenc-díj

## Nem állami díjak és elismerések
- 1991: Bartók Béla–Pásztory Ditta-díj

## Lemezei
1967-ben figyelt fel fel rá a nemzetközi zenei élet, amikor a "Senecae Sententiae" cím kórusműve elnyerte a londoni Kodály Foundation díját. Azóta több műve sikerrel került előadásra kül- és belföldön, egyike a feltörő "új magyar iskola" büszkeségeinek. Első szerzői lemeze hat művét mutatja be, s valóban bemutatja Kalmár szigorú konstrukciós elvekre épülő, de kontraszt- és karaktergazdag stílusát.
1. Trio – fuvolára, marimbára (vibrafonra) és gitárra.
2. Négy kánon – zongorára
3. Ciklusok – 18 vonóshangszerre
4. Sotto vace – elektromos orgonára, vibrafonra és hárfára
5. Ének – két althangra, klarinétra, gordonkára, és hárfára
6. Notturno No. 1 – 15 hangszerre